# Пэкуин, Анна
А́нна Хе́лен Пэ́куин (англ. Anna Helene Paquin [ˈpækwɪn]; род. 24 июля 1982, Виннипег) — новозеландская актриса театра, кино, телевидения и озвучивания родом из Канады, лауреат премии «Оскар» (1993) и номинантка на «Золотой глобус» за роль второго плана в фильме «Пианино». Получив «Оскар» в возрасте 11 лет, Анна Пэкуин стала второй (после Татум О’Нил) самой молодой актрисой, удостоенной премии Американской киноакадемии в состязательной категории, а также седьмой актрисой в истории мирового кинематографа, получившей её за дебютную роль второго плана. Лауреат премии «Золотой глобус» за главную роль в драматическом телесериале «Настоящая кровь», и номинантка на премию «Эмми» за роль второго плана в телефильме «Похороните моё сердце в Вундед-Ни».

## Биография

### Ранние годы
Анна Пэкуин родилась в городе Виннипег (Канада) в семье школьных учителей. Отец Анны Брайан Пэкуин (род. 1952) — учитель физического воспитания, канадец по происхождению, мать Мэри Пэкуин — учительница английского языка. В семье Анна — младший ребёнок. У неё есть старший брат Эндрю (род. 1977), режиссёр, а также старшая сестра Катя (род. 1980), спутница бывшего солидера Партии зелёных Новой Зеландии Нормана Рассела.
В четыре года Анна Пэкуин вместе с семьёй переехала в Новую Зеландию. До девяти лет училась в школе Raphael House Rudolf Steiner School. В 1994 году поступила в Hutt Intermediate School, проучившись там год. Начав среднее образование в колледже Wellington Girls’ College, она продолжила его в школе Windward School в Лос-Анджелесе, куда Пэкуин переехала вместе с матерью после её развода с отцом.
В августе 2000 года Пэкуин поступила в Колумбийский университет, в котором проучилась всего один год, отложив обучение на время съёмок в кино.

### Начало карьеры
Актрисой Пэкуин стала совершенно случайно. Режиссёр Джейн Кэмпион искала маленькую девочку для ключевой роли в драме «Пианино». Пэкуин вместе с сестрой отправилась на кастинг, о котором прочитали в газете. Кэмпион была очень впечатлена девочкой, и Пэкуин была выбрана из 5 тысяч претенденток на роль Флоры Макграт.
Джейн Кэмпион о пробах Пэкуин на роль Флоры:

«Я едва не упала со стула когда она начала. Она рассказала длинную, невероятно страстную историю, о том как Ада потеряла голос, и ей полностью веришь. Редко можно встретить кого-то столь же юного и с такими актёрскими способностями».
Оригинальный текст (англ.)"I almost fell off my chair when she began. She told this long, incredible passionate story about how Ada lost her voice, and you totally believed her. It is rare to find someone so young with such an instinct for performance."

Съёмки фильма «Пианино» начались в 1992 году. Партнёрами Пэкуин по съёмочной площадке были Харви Кейтель и Холли Хантер. Роль Флоры в фильме содержала больше всего текста, так как по сюжету ей приходилось обеспечивать контакт её немой матери с окружающим миром. Для съёмок в этом фильме Пэкуин пришлось научиться говорить с шотландским акцентом. Исполнение Пэкуин этой роли получило восторженные отзывы и признание критиков, фильм «Пианино» был удостоен трёх премий «Оскар», в том числе и в категории «Лучшая женская роль второго плана». Для всех, и прежде всего для самой Пэкуин, получение награды стало большой неожиданностью. На церемонии награждения, получив статуэтку, одиннадцатилетняя девочка растерялась и смогла произнести речь только через 20 секунд.
Пэкуин не планировала продолжать карьеру киноактрисы, но её приглашали на новые роли в кино, от которых она отказывалась. Тем не менее, она подписала контракт с агентством Уильяма Морриса (англ. William Morris Agency), где снялась в трёх рекламных роликах для телефонной компании MCI (сейчас Verizon). Позже она появилась в серии телевизионных рекламных роликов для Manitoba Telecom Systems.

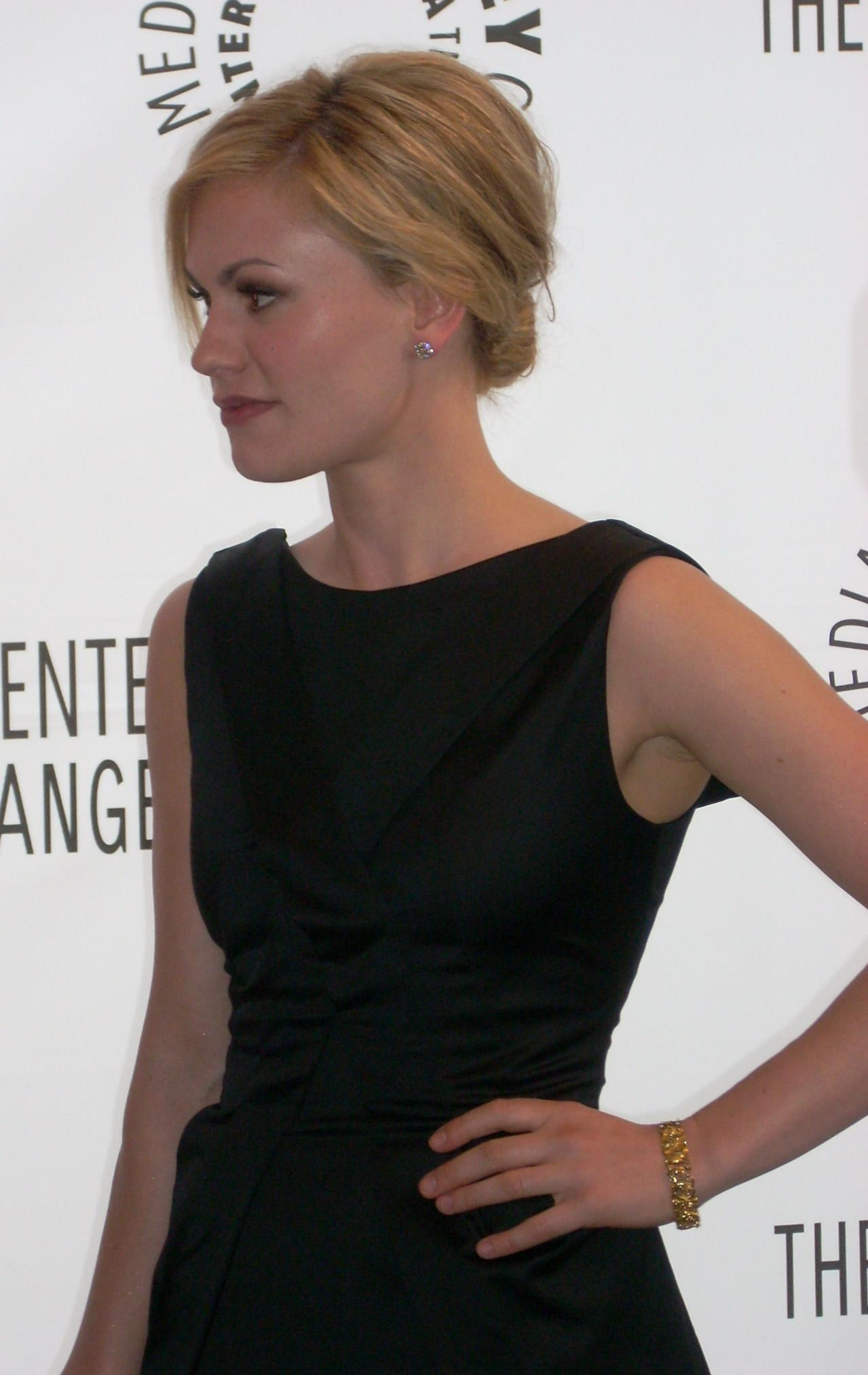
Анна Пэкуин в Лос-Анджелесе в 2009 году

В 1996 году Пэкуин снялась в телефильме «Джейн Эйр» режиссёра Франко Дзеффирелли — экранизации одноимённого романа Шарлотты Бронте, где сыграла главную героиню в детстве. Также в этом же году актриса приняла участие в фильме «Летите домой», где сыграла маленькую девочку, которая после смерти матери переезжает к отцу и находит утешение в заботе об осиротевших гусятах.
В 1998 году Пэкуин участвовала в английской озвучке студией «Дисней» полнометражного аниме-фильма «Небесный замок Лапута» Хаяо Миядзаки, где её голосом заговорила главная героиня Сита.
Будучи подростком, она появилась в таких фильмах, как «На свадьбе», «Амистад», «Переполох», «Прогулка по Луне», «Это всё она» и «Ярость».

### С 2000 года
В 2001 году Анна Пэкуин дебютировала на сцене лондонского театра в постановке «This Is Our Youth», также участвовала в постановках «The Glory of Livin» и «Roulette». В мае 2004 года сыграла главную роль в небродвейской постановке пьесы «The Distance from Here», получив номинацию на награду Drama Desk Award и награду Theatre World Award. В феврале 2005 года Пэкуин была занята в главной роли постановки After Ashley.
Другой важной ролью в кинокарьере Анны Пэкуин стала роль Шельмы — молодой девушки-мутанта со сверхспособностями в фантастической трилогии о Людях Икс, основанной на комиксах Marvel Comics. Пэкуин снялась во всех трёх фильмах о мутантах — «Люди Икс» (2000), «Люди Икс 2» (2003) и «Люди Икс: Последняя битва» (2006).
Летом 2006 года Пэкуин закончила съёмки в романтической комедии «Синий штат», где она также была исполнительным продюсером, в дальнейшем она и её брат Эндрю основали собственную продюсерскую компанию Paquin Films.
Также в 2006 году Пэкуин снялась в драме «Маргарет», которая вышла в прокат в 2011 году.
В июле 2007 года Пэкуин была номинирована на премию «Эмми» как лучшая актриса второго плана за роль учительницы Элейн Гудейл в телефильме «Схороните моё сердце у Вундед-Ни», основанном на одноимённом романе писателя Ди Брауна.
В 2007 году вышел комедийный фильм ужасов «Кошелёк или жизнь» с участием Анны Пэкуин.
В апреле 2009 года на американские телеэкраны вышел фильм «Храброе сердце Ирены Сендлер». Анна Пэкуин сыграла в этом фильме роль польской медсестры, которая спасла 2500 еврейских детей из Варшавского гетто.
В 2019 году сыграла главную роль в телесериале «Пиарщица». Также в 2019 году вышел фильм Мартина Скорсезе «Ирландец», где Пэкуин сыграла роль дочери главного героя Фрэнка Ширана в исполнении Роберта Де Ниро.

## Личная жизнь
С 21 августа 2010 года Анна Пэкуин замужем за актёром Стивеном Мойером (род. 1969), с которым она встречалась три года до их свадьбы. У супругов есть дети-близнецы — сын Чарли Мойер и дочь Поппи Мойер (род. в сентябре 2012).
В 2010 году Пэкуин совершила камин-аут в рекламном проморолике, заявив, что она является бисексуалкой.

## Фильмография
| Год       |     | Русское название                 | Оригинальное название                 | Роль                 |
| --------- | --- | -------------------------------- | ------------------------------------- | -------------------- |
| 1993      | ф   | Пианино                          | The Piano                             | Флора МакГрат        |
| 1996      | ф   | Джейн Эйр                        | Jane Eyre                             | Джейн Эйр в детстве  |
| 1996      | ф   | Летите домой                     | Fly Away Home                         | Эми Олден            |
| 1997      | ф   | Амистад                          | Amistad                               | королева Изабелла II |
| 1997      | тф  | На свадьбе                       | Member of the Wedding                 | Фрэнки Адамс         |
| 1998      | ф   | Переполох                        | Hurlyburly                            | Донна                |
| 1998      | мф  | Небесный замок Лапута            | Castle in the Sky                     | Сита                 |
| 1999      | ф   | Прогулка по Луне                 | A Walk On The Moon                    | Элисон               |
| 1999      | ф   | Это всё она                      | She's All That                        | Маккензи Сайлер      |
| 1999      | ф   | Ярость                           | It's the Rage                         | Аннабель Ли          |
| 2000      | ф   | Люди Икс                         | X-Men                                 | Шельма               |
| 2000      | ф   | Найти Форрестера                 | Finding Forrester                     | Клэр Спенс           |
| 2000      | ф   | Почти знаменит                   | Almost Famous                         | Полексия Афродизия   |
| 2001      | ф   | Солдаты Буффало                  | Buffalo Soldiers                      | Робин Ли             |
| 2002      | ф   | Тьма                             | Darkness                              | Регина               |
| 2002      | ф   | 25-й час                         | 25th Hour                             | Мэри Д'Аннанцио      |
| 2003      | ф   | Люди Икс 2                       | X2                                    | Шельма               |
| 2004      | мф  | Стимбой                          | Steamboy                              | Джеймс Рэй Стим      |
| 2005      | ф   | Кальмар и кит                    | The Squid and the Whale               | Лили Торн            |
| 2005      | мф  | Жанна д'Арк                      | Joan of Arc                           | Жанна д'Арк          |
| 2006      | ф   | Люди Икс: Последняя битва        | X-Men: The Last Stand                 | Шельма               |
| 2007      | мф  | Мозаика                          | Mosaic                                | Мэгги Нельсон        |
| 2007      | ф   | Синий штат                       | Blue State                            | Хлоя Хэмон           |
| 2007      | тф  | Схороните моё сердце у Вундед-Ни | Bury My Heart at Wounded Knee         | Элейн Гудейл         |
| 2007      | ф   | Кошелёк или жизнь                | Trick ’r Treat                        | Лори                 |
| 2008—2014 | с   | Настоящая кровь                  | True Blood                            | Суки Стэкхаус        |
| 2009      | тф  | Храброе сердце Ирены Сендлер     | The Courageous Heart of Irena Sendler | Ирена Сендлер        |
| 2010      | ф   | День открытых дверей             | Open House                            | Дженни               |
| 2010      | ф   | Романтики                        | The Romantics                         | Лила                 |
| 2011      | ф   | Крик 4                           | Scream 4                              | Рэйчел Барнс         |
| 2011      | ф   | Маргарет                         | Margaret                              | Лиза Коэн            |
| 2011      | кор | Перевозчик                       | The Carrier                           | Ким                  |
| 2011      | мс  | Финес и Ферб                     | Phineas and Ferb                      | Кристен              |
| 2013      | ф   | Круглые отличники                | Straight A's                          | Кэтрин               |
| 2013      | ф   | Свободная повозка                | Free Ride                             | Кристина             |
| 2013      | с   | Сусанна                          | Susanna                               | Кейти                |
| 2014      | ф   | Люди Икс: Дни минувшего будущего | X-Men: Days of Future Past            | Шельма               |
| 2015      | мф  | Хороший динозавр                 | The Good Dinosaur                     | Рамси                |
| 2016      | с   | Корни                            | Roots                                 | Нэнси Холт           |
| 2017      | с   | Бельвю                           | Bellevue                              | Энни Райдер          |
| 2017      | с   | Она же Грейс                     | Alias Grace                           | Нэнси Монтгомери     |
| 2017      | с   | Электрические сны Филипа К. Дика | Philip K. Dick's Electric Dreams      | Сара                 |
| 2018      | ф   | Отпуск                           | Furlough                              | Лили Бенсон          |
| 2018      | ф   | Хрупкое прощание                 | The Parting Glass                     | Коллин               |
| 2018      | ф   | Расскажи это пчёлам              | Tell It to the Bees                   | Доктор Джин Маркхем  |
| 2019      | с   | Любовники                        | The Affair                            | Джоани Локхарт       |
| 2019—2020 | с   | Пиарщица                         | Flack                                 | Робин                |
| 2019      | ф   | Ирландец                         | The Irishman                          | Пегги Ширан          |
| 2021      | с   | Современная любовь               | Modern Love                           | Изабель              |
| 2021      | ф   | Американский неудачник           | American Underdog                     | Бренда Меони         |
| 2022      | с   | Друг семьи                       | A Friend of the Family                | Мэри Энн Броберг     |
| 2022      | ф   | Немного света                    | A Bit of Light                        | Элла                 |
|           | ф   | Истинный дух                     | True Spirit                           | Джулия Уотсон        |

## Награды и номинации
Список приведён в соответствии с данными сайта IMDb.
| Награда                                         | Год  | Категория                                                                 | Работа                            | Результат |
| ----------------------------------------------- | ---- | ------------------------------------------------------------------------- | --------------------------------- | --------- |
| Оскар                                           | 1994 | Лучшая женская роль второго плана                                         | Пианино                           | Победа    |
| Сатурн                                          | 2001 | Лучший молодой актёр или актриса                                          | Люди Икс                          | Номинация |
| Сатурн                                          | 2009 | Лучшая телеактриса                                                        | Настоящая кровь                   | Номинация |
| Сатурн                                          | 2010 | Лучшая телеактриса                                                        | Настоящая кровь                   | Номинация |
| Сатурн                                          | 2011 | Лучшая телеактриса                                                        | Настоящая кровь                   | Номинация |
| Blockbuster Entertainment Awards                | 2001 | Любимая актриса — Научная фантастика                                      | Люди Икс                          | Номинация |
| Ассоциация кинокритиков Чикаго                  | 1994 | Лучшая актриса второго плана                                              | Пианино                           | Номинация |
| Ассоциация кинокритиков Чикаго                  | 2011 | Лучшая актриса                                                            | Маргарет                          | Номинация |
| Эмми                                            | 2007 | Лучшая женская роль второго плана в мини-сериале или фильме               | Похороните моё сердце в Вундед-Ни | Номинация |
| Золотой глобус                                  | 1994 | Лучшая женская роль второго плана — Кинофильм                             | Пианино                           | Номинация |
| Золотой глобус                                  | 2008 | Лучшая женская роль второго плана — мини-сериал, телесериал или телефильм | Похороните моё сердце в Вундед-Ни | Номинация |
| Золотой глобус                                  | 2009 | Лучшая женская роль в телевизионном сериале — драма                       | Настоящая кровь                   | Победа    |
| Золотой глобус                                  | 2010 | Лучшая женская роль в телевизионном сериале — драма                       | Настоящая кровь                   | Номинация |
| Золотой глобус                                  | 2010 | Лучшая женская роль — мини-сериал или телефильм                           | Храброе сердце Ирены Сендлер      | Номинация |
| Gotham Awards                                   | 2005 | Лучший актёрский ансамбль                                                 | Кальмар и кит                     | Победа    |
| Премия Лондонского кружка кинокритиков          | 2012 | Актриса года                                                              | Маргарет                          | Победа    |
| Премия Ассоциации кинокритиков Лос-Анджелеса    | 1993 | Лучшая актриса второго плана                                              | Пианино                           | Победа    |
| Кинонаграды MTV                                 | 2001 | Лучшая актёрская команда                                                  | Люди Икс                          | Номинация |
| Кинонаграды MTV                                 | 2004 | Лучший поцелуй (с Шоном Эшмором)                                          | Люди Икс 2                        | Номинация |
| Премия Национальной ассоциации кинокритиков США | 1993 | Лучшая актриса второго плана                                              | Пианино                           | 3-е место |
| Премия онлайн-ассоциации кинокритиков           | 2001 | Лучший актёрский ансамбль                                                 | Почти знаменит                    | Победа    |
| Выбор народа                                    | 2010 | Любимая теледраматическая актриса                                         |                                   | Номинация |
| Спутник                                         | 2008 | Лучшая женская роль в телевизионном сериале — драма                       | Настоящая кровь                   | Победа    |
| Спутник                                         | 2009 | Лучший актёрский ансамбль                                                 | Настоящая кровь                   | Победа    |
| Спутник                                         | 2010 | Лучшая женская роль в телевизионном сериале — драма                       | Настоящая кровь                   | Номинация |
| Screamfest                                      | 2009 | Лучшая актриса ужасов                                                     | Настоящая кровь                   | Победа    |
| Премия Гильдии киноактёров США                  | 2001 | Лучший актёрский состав в игровом кино                                    | Почти знаменит                    | Номинация |
| Премия Гильдии киноактёров США                  | 2008 | Лучшая женская роль в телефильме или мини-сериале                         | Похороните моё сердце в Вундед-Ни | Номинация |
| Премия Гильдии киноактёров США                  | 2010 | Лучший актёрский состав в драматическом сериале                           | Настоящая кровь                   | Номинация |
| Выбор подростков                                | 2003 | Выбор фильма: Химия                                                       | Люди Икс 2                        | Номинация |
| Выбор подростков                                | 2009 | Выбор звезды летнего телесериала: Женская роль                            | Настоящая кровь                   | Номинация |
| Выбор подростков                                | 2010 | Выбор звезды летнего телесериала: Женская роль                            | Настоящая кровь                   | Номинация |
| Выбор подростков                                | 2010 | Выбор актрисы телесериала: Фэнтези/Научная фантастика                     | Настоящая кровь                   | Номинация |
| Выбор подростков                                | 2011 | Выбор актрисы телесериала: Фэнтези/Научная фантастика                     | Настоящая кровь                   | Номинация |
| Выбор подростков                                | 2012 | Выбор актрисы телесериала: Фэнтези/Научная фантастика                     | Настоящая кровь                   | Номинация |
| Молодой актёр                                   | 1997 | Лучшая молодая актриса в фильме                                           | Летите домой                      | Номинация |
| Молодой актёр                                   | 1998 | Лучшая молодая актриса в ТВ-/пилот-/мини-сериал                           | На свадьбе                        | Номинация |
| Молодой актёр                                   | 2009 | Лучшая молодая актриса второго плана в фильме                             | Прогулка по Луне                  | Номинация |
| Молодая звезда                                  | 1997 | Лучшая молодая актриса в драматическом фильме                             | Летите домой                      | Номинация |
| Молодая звезда                                  | 1999 | Лучшая молодая актриса в драматическом фильме                             | Прогулка по Луне                  | Номинация |

Источник: